# Márványos álkaszáspók
A márványos álkaszáspók (Holocnemus pluchei) a pókszabásúak (Arachnida) osztályába, ezen belül  a pókok (Araneae) rendjébe és az álkaszáspókfélék (Pholcidae) családjába tartozó faj.
Elsősorban a mediterráneumban terjedt el. Magyarországi megjelenését 2006-ban sikerült kimutatni.